# Carl Hilgert
Carl Hilgert oder auch Karl Hilgert (* 21. Juni 1866 in Ingelheim am Rhein; † 17. Januar 1940 in Mainz) war ein deutscher Jagdaufseher, Forschungsreisender und Ornithologe.

## Leben und Wirken
Von Berufs wegen Tüncher und Jagdaufseher kam er durch seine Liebe zur Natur schon bald in Kontakt mit Carlo von Erlanger.

## Tunesienexpedition

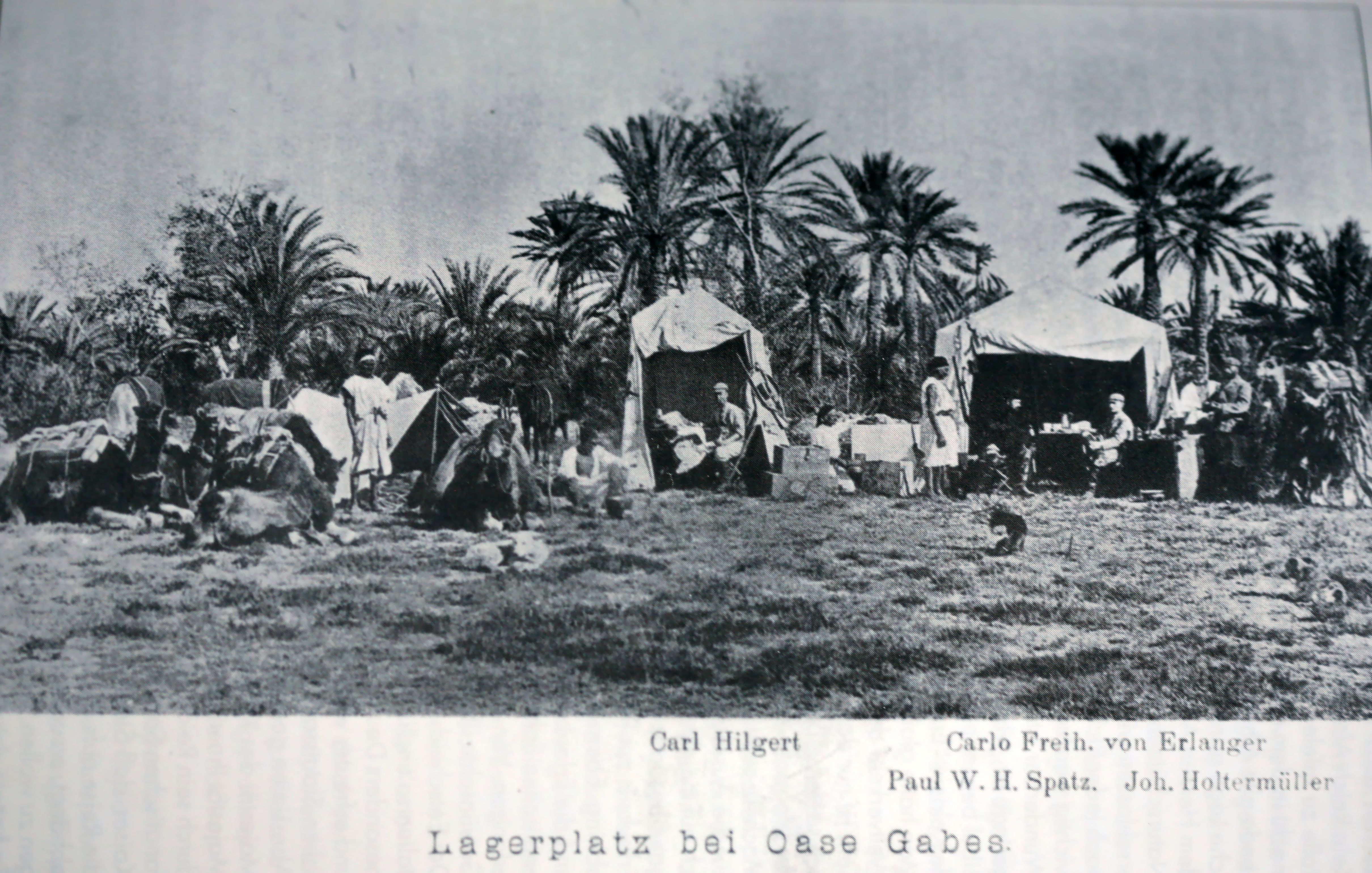
Carl Hilgert im mittleren Zelt bei der Oase Gabès

Am 19. Oktober 1896 kam Hilgert zusammen mit Johann Michael Holtermüller (1865–1931) und Carlo von Erlanger (1972–1904) in Marseille an, wo sie mit dem Dampfer Vill’d’Oran nach Tunis schifften.  Am 30. Oktober erreichten sie Gabès, wo Paul Spatz (1865–1942) bereits die weitere Reise mit einheimischen Helfern und Material vorbereitet hatte.
Von Erlanger, der die Expedition organisierte und leitete, schrieb über Hilgert:

„Carl Hilgert, der wie gesagt das Amt des Präparators bekleidete, wird gebührende Anerkennung nur derjenige zollen, der da weiß, was es bedeutet, nach langem, strammen und höchst ermüdetem Marsche im glühendsten Sonnenbrand noch an’s Präparieren der auf diesem Marsche zahlreich erlegten Vögel zu gehen! Ja noch mehr, diese so zu präparieren, dass nichts verdirbt, sondern alles Gesammelte der Wissenschaft wohl erhalten bleibt! Und dieses trifft durch die tadellosen Präparate Carl Hilgerts bei unserer Expedition in vollstem Maße zu. Doch nicht allein hiermit hatte Hilgert sein Tagewerk vollendet, es galt noch die Bälge zu etikettieren, die zahlreichen Gelege, welche wir teils selbst sammelten, teils von Eingeborenen zugetragen bekamen, auszublasen, zu numerieren und die leicht zerbrechlichen Objekte zu verpacken. Durch seine unermüdliche Thatkraft und seinen Fleiß is es mir gelungen, diese schöne Sammlung nach Europa zu bringen und im Dienste der Wissenschaft zu verwerten.“

Die Reise selbst wurde in drei Abschnitten durchgeführt. Ausgangspunkt jeder Reise war jedes Mal Gabès.
Über die Oase Djara führte sie die erste Expedition nach Ghannouch zum Wadi Akarit, an dem sie ihr erstes Lager aufschlugen. Am 4. November durchwanderten sie ein Sabcha-Gebiet bis westlich nach Nadour. Von dort zogen sie an den Küstenufern bis Skhira weitere vier  Kilometer nördlich. Nach einem Ruhetag ging es am 7. November weiter nach Mahrès. Eigentlich wollte man am nächsten Tag mit einem Kutter auf die Kneiss-Inseln, doch verhinderte schlechtes Wetter eine Überfahrt. So sammelte man in der Umgebung und konnte das Vorhaben erst am 12. November umsetzen. Die Insel wurde erst am 16. November wieder verlassen und so kehrten sie am 17. November nach Gabès zurück.
Schon am 20. November brach die Mannschaft wieder auf. Über die Oasen Menzel, Ouderef und Tibula schlugen sie ihr erstes Lager in der Nähe von Kettana auf. Weiter ging es nach Zarat, wo sich die Gruppe von 22. bis 24. November aufhielt, um an der Küste im Sabcha Mezessar zu sammeln. Über den Wadi Mezessar zum Wadi Zigzaou ging es nach Mareth und am 28. November zurück Richtung Gabès.
Am 9. Dezember startete die zweite Expedition längs der Oase Menzel Richtung des Südhanges des Jabal ad Dīsah zur Oase El-Hamma. Hier durchquerte man das Djebel-Dahar-Gebirge und erreichte El Hamma. Am 10. Dezember ging es über den Wadi Beschima und den Wadi Magroun zum Wadi Nachla. Hier sammelten sie im Wadi und dem Gebirgskette des Jabal aţ Ţabaqah. Von Wadi Nachla führte die Route am 13. Dezember zur Quelle des Nebsch-ed-Dib nach bei Saidane und weiter an die Oase Limaguess. Am 15. Dezember zogen sie weiter zum Gebirgszug Bahir, der auch die Wasserscheide zwischen dem Chott el Fedjadj und dem Chott el Djerid bei den Oasen der Region Nefzaoua bildete. Von dort führte sie der Weg nach Kebili. Am 16. Dezember verließ man bereits Kebili und erreichte schließlich Jemna. Bereits einen Tag später ging es weiter Richtung Douz, um dort in die Sahara weiterzuziehen. Hier machte die Gruppe Besorgungen und konnte aufgrund von starken Regenfällen die Stadt erst wieder am 22. Dezember verlassen. In einer Tagestour erreichten sie Aïn Djabar. Am nächsten Tag zog man über Bir Bel Kassem bis Bir Toulis, dem südlichsten Brunnen des Gebiets des Stammes der Merasigk. Den  24. Dezember verbrachten sie in Chadames. Während von Erlanger mit zwei Einheimischen am 26. Dezember den Tafelberg Tembaïne bestieg, brach der Rest der Karawane auf. In südsüdwestlicher Richtung traf von Erlanger wieder auf das Lager seiner Begleiter mit Hilgert. Am 27. marschierte man weiter Richtung Südosten und befand sich südwestlich des Dakamis al Kabir, dessen Gebirgskette am 28. besucht wurde. Sie zogen dann am 29. in südlicher Richtung und musste am 30. wegen einsetzendem Regen rasten. Somit konnten sie die Umgebung mit Ansiedlungen von Menschen aus dem Stamm der Adara besuchen. Am 1. und 2. Januar kämpfte man sich beschwerlich über verschiedene Sanddünen bis an den Gur-el-Areif. Zunächst musste man im ca. 10 Kilometer entfernten Bir Aouin Wasser auffüllen.  Am 4. Januar ging es nach Galb-el-Assued südwestlich von Douiret. Die Mitglieder entschlossen sich hier bis 8. Januar zu sammeln, ehe es weiter nach Bou Kartouf ging. Am 11. Januar kam man am Gebirge Gar-Rham an, ein Ort, der oft als Kampfplatz zwischen Tuareg, Chamba und Merasigk diente.
Am 12. und 13. machte man sich auf den Weg zum Sanger-Tal, in dem man bis 17. rastete und Ausflüge in der näheren Umgebung unternahm. Das nächstes Ziel war am 19. die französische Kolonialverwaltungsstadt Tataouine. Hier trennte man sich von den Mrazig-Begleitern, die der Expedition gute Dienste geleistet hatten. Ein Besuch des Grabmals des Marabout Sidi Mosboh erfolgte am 21., bevor es einen Tag später nach Medenine weiter ging. Hier rastete man einen Tag. Am 25. machte Hilgert gemeinsam mit Spatz, von Erlanger und zwei Arabern einen Ausflug an den Djerbel Souenia, der sie auch in eine kraterähnliche Höhle führte. Am Abend erreichte sie dann Mareth. Über Kettana erreichte die Gruppe in einem Zweitagemarsch schließlich am 27. Januar wieder Gabès.
Es dauerte bis 22. Februar, ehe sie schließlich zu einer dritten Expedition aufbrachen. Über Oudref schwenkte die Karawane nach Westen nach Oglet Telemine. Nach starken Regenfällen überquerten sie verspätet den Fedjadj. Am 24. mussten sie notgedrungen durch starke Regenfälle an der Karawanenkreuzung nach Bir Al Huffay und Bi’r Mehamla stoppen und rasten. So führte sie am 26. der Weg über einen Umweg durch das Seggi, die Kornkammer Süd-Tunesiens, nach Bir Selousa. Nächstes Lager wurde der Gebirgspass Bir Mrabat an der Kreuzung der Karawanenstraßen von Kebili aus dem Süden und El Guettar im Westen. Von dort war das nächste Ziel Gafsa. Nachdem der 1. März  1897 genutzt wurde, um die Vorräte aufzufüllen und sich zu erholen, ging es am 2. weiter Richtung des 960 Meter hohen Djebel Tfel. Am Ufer des Tfel-Flusses schlugen sie für mehrere Tage ihr Lager auf. Nach Sammelaktionen in der Gegend ging es am 10. März zurück nach Gafsa. Am 12. zogen sie weiter Richtung Djebel Sidi Ali Ben Aoun, dessen Fuß sie am 14. erreichten und an dem man bis 20. verblieb. Ihren Lagerplatz verlegte die Karawane am 21. an den Fuß des Djebel Sidi Aich, von dem sie am 1. April wieder an den Djebel Sidi Ali Ben Aoun zurückkehrten.  Am 16. führte sie der Weg weiter zum Djebel Freiou, wo sie einen Aufenthalt bis 21. hatten. Nach einem Überfall auf die Gruppe wurde am 21. der Rückweg über den Djebel Srir nach Gafsa eingeschlagen, das sie am 24, mit reichtlich naturhistorischer und vor allem ornithologischer Ausbeute erreichten. Hier wurde die Expedition erneut überfallen, konnte die Angreifer aber in die Flucht schlagen. Am 5. Mai ging es am Djebel Guettar vorbei nach Bou Omrane. Hier blieb die Karawane bis 9. Mai und erkundete die Gegend. Am 9. und 10. schlug man das nächste Lager am Bir Soelousa auf. Schließlich erreichten sie am 19. Mai wieder Gafsa. Am 25. Mai brachen sie zu einer Tour durch das französische Schutzgebiet Ain Draham auf. Gegen 6 Uhr morgens erreichten sie das 50 Kilimometer nordwestlich von Gafsa gelegene Madjen bel Abbès. Es ging weiter nach Fériana. Während die Karawane am 30. sich zum Marsch nach Kasserine aufmachten, sammelten Hilgert, von Erlanger und ein Araber namens Ali noch etwas in der Gegend, um dann am Abend wieder auf den Rest der Karawane zu treffen. Erst am 7. Juni führte sie dann der Weg zum Bi’r Bu Hayyah. Über Oued Sarath lagerten sie am 20. bei Thala. Die weiteren Tage führte sie der Weg nach El Kef, ein  Ort, den sie am 23. Juni erreichten. Drei Tage später brachen sie nach Souk El Arba auf. Von hier wollte die Gruppe die Eisenbahn nach Tunis nehmen. Vom 30. Juni bis 6. Juli wurden aber zunächst Sammelausflüge rund um Souk El Arba unternommen. Nachdem Spatz die Lasttiere verkauft hatte, kehrte die Truppe am 7. Juli nach Tunis zurück.
Von La Goulette  brachen Hilgert, Spatz, von Erlanger, Ali und Haffeid am 13. Juli zu einer letzten Bootstour zur Insel Nemoura auf. Während von Erlanger mit einigen anderen mit dem Boot die Küste erkundigen wollte, blieben Hilgert und Spatz auf der Insel zurück. Von Erlanger geriet in einen Sturm und wurde an die tunesische Küste  getrieben. So trafen Hilgert und Spatz in großer Sorge erst am 18. Juli wieder in Tunis auf ihren Begleiter. Am 24. Juli kehrte Hilgert schließlich mit von Erlanger und Holtermüller Afrika den Rücken und kehrten nach Europa zurück.

## Expedition Nordost-Afrika
Im Frühjahr des Jahres 1899 beschlossen von Erlanger und Oscar Neumann, zu einer Expedition in den unbekannten Teilen Nordost-Afrikas aufzubrechen. Anfang November 1899 schiffte man auf der Ost-Afrika-Linie Herzog in Hamburg ein: Nach drei Wochen erreichte man den Hafen in Aden. Hier erkrankte der Begleiter Johann Michael Holtermüller so schwer, dass sich die Weiterreise verzögerte. Die Zeit, während Holtermüller im Krankenhaus war, nutzte die Gruppe, der auch Hilgert angehörte, für einen Ausflug ins Hinterland nach al-Hawtah im damaligen Sultanat Lahidsch. Nach der Rückkehr von dieser Reise hatte sich Holtermüller erholt und so legten sie nach kurzer Überfahrt von Aden am 2. Januar 1900 in Zeila an. Der gemeinsame Weg führte sie von Zeila über Harar und Addis Abeba sowie das Land der Ennia und Arussi Galla.  Weitere Teilnehmer der Expedition waren der Arzt Johannes Ellenbeck (1870–1942), der auch für die botanische Sammlung zuständig war, Holtermüller, der als Kartograph diente sowie Hilgert, der für die Tierpräparation zuständig war. Die Expedition startete am 12. Januar 1900 in Zeila, musste aber in Dhabar stoppen, da sich Hilgert dort durch eine Unachtsamkeit in den Oberarm geschossen hatte. Am 3. März erreichten sie mit der Grenzstadt Jaldessa erstmals den Boden Abyssiniens. Über einen schmalen Gebirgspfad erreichten sie in einem dreitägigen Marsch schließlich Harar. In der Wüste trafen sie auf Alfred Ilg und Menelik II., die ihnen für ihre weiteren Reisen sehr hilfreich waren. Von Harar aus ging die Reise zum Haramaya-See und den 3.405 m hohen Berg Gara Muleta. Nach der Rückkehr am 1. April nach Harar durften sie zunächst nicht weiter reisen, da die Völker der Ennia und Arussi Galla in dieser Zeit rebellierten. Erst mit der Hilfe von John Lane Harrington (1865–1927) und der Erklärung an den König, dass sie auf eigene Gefahr weiter reisen würden, erhielten sie die Erlaubnis ihren Weg fortzusetzen. Nun waren es verendete Kamele, die die Gruppe zu einer zeitweisen Rast in Ganda Kore (heute Teil von Dire Dawa) zwang. Am 22. Mai ging es endlich weiter Richtung Ruinenstätte Bia Woraba, die sie am 23. Mai erreichten. Nach weiteren vierzehn Tagen erreichten sie den Webi Gestro, den sie am 12. Mai überquerten. Sheikh Hussein wurde am 26. Juni erreicht, ein Ort an dem sie drei Wochen verweilten. Nach entsprechenden Vorbereitungen ging es am 7. Juli ca. 30 Kilometer westlich weiter bis an den Fuß des 2.573 Meter hohen Berges Abul Kasim. Dieser wurde am 16. Juli auch bestiegen. Nach der Überquerung des Awash erreichte die Expedition, vorbei am See Bishoftu, am 14. August schließlich Addis Abeba.
In Addis Abeba verblieb man drei Monate und erkundete die Umgebung. Neumann trennte sich von der Expedition, um eine andere Route zum Blauen Nil einzuschlagen.
Während von Erlanger und Ellenbeck weiter Richtung Süden bis Burdji zogen, wurde Hilgert nach Harar geschickt, um eine neue Karamelkarawane zu organisieren. Sein Weg führte ihn über Harar, den Gara Muleta, Gorgora und den Daroli-Fluss nordöstlich von Ginir nach Ginir. In Ginir traf er wieder die restlichen Expeditionsteilnehmer.
Am 17. März brachen sie mit einer stattlichen Mannschaft Richtung Süden auf, und am 19. März durchquerten sie den Webi Shabelle über die sogenannten Wynlawn-Höhlen bei Imi. Bei drückender Hitze ging es weiter bis an den Ganale und den Jubba.
Bei der Überquerung des Flusses Ganale verlor ein Somali durch einen Krokodilangriff sein Leben. Mit dem Dawa wurde ein weiterer Fluss überquert. Es ging weiter nach El Uak. Wegen Wassermangels entschlossen sie sich Richtung Baardheere weiter zu ziehen.
Von Baardheere erreichte die Expedition schließlich am 29. Juli die Grenze des englischen Interessensgebiets. Über die Insel Goscha erreichte man schließlich am 10. Juli 1901 bei Goob Weyn den Indischen Ozean. Bei Kismaayo wurden sie von einem englischen Regierungsdampfer nach Mombasa mitgenommen. Von dort brachte sie der Reichsdampfer Reichstag zurück nach Deutschland.

## Expedition Kleinasien
1907 begleitete Hilger als Präparator Paul Niedieck bei einer Expedition in Kleinasien, wo sie ab Mai das Taurusgebirge und das Aladağlar besuchen wollten. Embrik Strand (1876–1947) beschrieb schließlich 1909 die Ausbeute der Schmetterlinge um Ereğli und den Taurus. Hilgert sammelte auf dieser Reise Vogelbälge für das Museum für Naturkunde in Berlin.

## Expedition Kyrenaika
Vom 25. März bis 19. Mai 1922 begleitete Hilgert Ernst Hartert auf einer Reise nach Kyrenaika. Von der Reise berichteten u. a. Rothschild, der über die Schmetterlings-, und Hartert, der über die Vogelausbeute berichtete.

## Erstbeschreibungen durch Carl Hilgert
Hilgert hat zahlreiche Unterarten, die neu für die Wissenschaft waren, beschrieben. Bei einigen Artikeln arbeitete er auch mit anderen Autoren zusammen. Zu den Unterarten gehören chronologisch u. a.:
- Haubenlerche (Galerida cristata carthaginis Kleinschmidt & Hilgert, 1905)
- Haubenlerche (Galerida cristata neumanni Hilgert, 1907)
- Blaßspötter (Iduna pallida reiseri (Hilgert, 1908))
- Strichelkopfschnäpper (Bradornis microrhynchus neumanni (Hilgert, 1908))
- Trauerwürger (Laniarius funebris degener Hilgert, 1912)

## Dedikationsnamen
Mit dem Namen in den Unterarten des Braunflügel-Mausvogels (Colius striatus hilgerti) ehrte ihn 1910 Otto Eduard Graf von Zedlitz und Trützschler, 1912 mit Calamonastes simplex hilgerti in einem Synonym für den Somalibindensänger (Calamonastes simplex (Cabanis, 1878)), 1913 mit Turtur capicola hilgerti in einem Synonym für die Gurrtauben-Unterart (Streptopelia capicola somalica (von Erlanger, 1905)) und mit Serinus angloensis hilgerti in einem Synonym für den Reichenowgirlitz (Crithagra reichenowi (Salvadori, 1888)), sowie 1916 mit Sylvietta brachyura hilgerti ein Synonym für die Braunbauchsylvietta (Sylvietta brachyura leucopsis (Reichenow, 1879)). Bei der von Lionel Walter Rothschild, 2. Baron Rothschild und Ernst Hartert 1912 beschrieben Unterart Galerida theklae hilgerti handelt es sich um ein Synonym der Theklalerchen-Unterart Galerida theklae carolinae (von Erlanger, 1897). Oscar Neumann beschrieb 1903 die Rosenwürger-Unterart Rhodophoneus cruentus hilgerti, 1907 mit Otis ruficrista hilgerti ein Synonym für die Oustalettrappe (Lophotis gindiana (Oustalet, 1881)), sowie eine Brubruwürger-Unterart (Nilaus afer hilgerti). 1904 benannte Carlo von Erlanger Accipiter hilgerti, heute ein Synonym für den Ovambosperber (Accipiter ovampensis (Gurney, JH, 1875)), 1935 Otto Kleinschmidt Coloeus hilgerti, heute ein Synonym für die Dohlen-Unterart (Corvus monedula spermologus (Vieillot, 1811)) und 1940 mit Garrulus hilgerti, heute ein Synonym für den Eichelhäher (Garrulus glandarius (Linnaeus, 1758)).

## Publikationen (Auswahl)
- mit Otto Kleinschmidt: Über nordafrikanische Haubenlerchen. In: Ornithologische Monatsberichte. Band 13, Nr. 2, 1905, S. 188–190 (biodiversitylibrary.org).
- Beschreibung neuer Arten. In: Ornithologische Monatsberichte. Band 15, Nr. 4, 1907, S. 63–64 (biodiversitylibrary.org).
- Otto Kleinschmidt, Carl Hilgert: Cinclus aquaticus tschusii. In: Falco: unregelmässig im Anschluss an das Werk „Berajah, Zoographia infinita“ erscheinende Zeitschrift. Band 3, 1907, S. 104 (biodiversitylibrary.org).
- Katalog der Collection von Erlanger in Nieder-Ingelheim a. Rh. Verlag von R. Friedländer & Sohn, Berlin 1908 (biodiversitylibrary.org).
- Lanairius funebris degener Subsp. nov. In: Novitates Zoologicae. Band 18, Nr. 3, 1912, S. 605–606 (biodiversitylibrary.org).